# Montes Pieninos
Los montes o montañas Pieninos (en polaco: Pieniny; en eslovaco: Pieniny) son una pequeña cadena de montañas de los montes Cárpatos localizada a caballo en la frontera entre Polonia y Eslovaquia.
El núcleo principal de las montañas está protegida por dos pequeños parques nacionales del mismo nombre situado cada uno en un país: el parque nacional polaco de los Pieninos, declarado en 1932, que protege 23,46 km², y el parque nacional eslovaco de los Pieninos, declarado en 1967, que protege 37,5 km².

## Geografía
Situadas a ambos lados de la frontera eslovaco-polaca, los Pieninos son unas montañas famosas por sus sitios calcáreos de una belleza excepcional. La cadena se divide en tres partes: Pieniny Spiskie y Pieniny Właściwe, en Polonia y Malé Pieniny, en Eslovaquia.
El punto culminante es la cumbre Vysoké Skalky (en polaco: Wysokie Skałki),  que alcanza los 1052 metros.  El pico más conocido, que se encuentra en el macizo de la Tres Coronas, es el pico de Tres Coronas (Trzy Korony), con 982 m de altitud.
Los Pieninos, que consisten principalmente en estratos de rocas calizas y de dolomita, se formaron en el fondo del mar durante varias épocas geológicas. Se plegaron y se desarrollan en el Cretácico superior.  A principios del Terciario, se produjo una segunda ola de movimiento tectónico.  La tercera ola de movimientos durante el Paleógeno y el Neógeno resultó en una estructura tectónica más compleja.  Al mismo tiempo, la erosión descubrió las rocas del manto externo.  Los picos son de rocas del Jurásico resistentes a la intemperie, sobre todo de piedra caliza.  Los valles y los collados fueron creados a partir de las rocas más blandas y más susceptibles a la alteración.
Las grutas y cuevas son de pequeñas dimensiones y muy numerosas. Sin embargo, los ríos y arroyos cortan profundamente la roca creando barrancos y gargantas, como la garganta del río Dunajec. Las colinas que bordean la frontera septentrional de los Pieninos son de origen volcánico.
El río Dunajec, que fluye a través de los parques nacionales de los Pieninos (el parque nacional polaco Pieniny, declarado en 1932, que protege 23,46 km²,  y el parque nacional eslovaco Pieniny, declarado en 1967, que protege 37,5 km²), ofrece a los excursionistas (caminatas a pie, en bicicleta o en balsa por) la oportunidad de contemplar una de las gargantas más bellas de Europa.

## Fauna y flora
Protegidas desde hace bastantes años por los parques nacionales, se encuentran en ella más de 160 especies de plantas de montaña, incluyendo dos especies endémicas: vélar de Pieniny y el diente de león de Pieniny.
Hay muchas orquídeas y, sobre los prados, se puede ver el eléboro Lobel, una planta de hojas grandes y hermosas.  Junio es el mes más propicio para la observación de las flores y plantas.
Los grandes mamíferos son poco numerosos, pero los prados de altitud son famosos por su abundancia de mariposas: la especie más conocida es la de apollo.

## Galería de imágenes

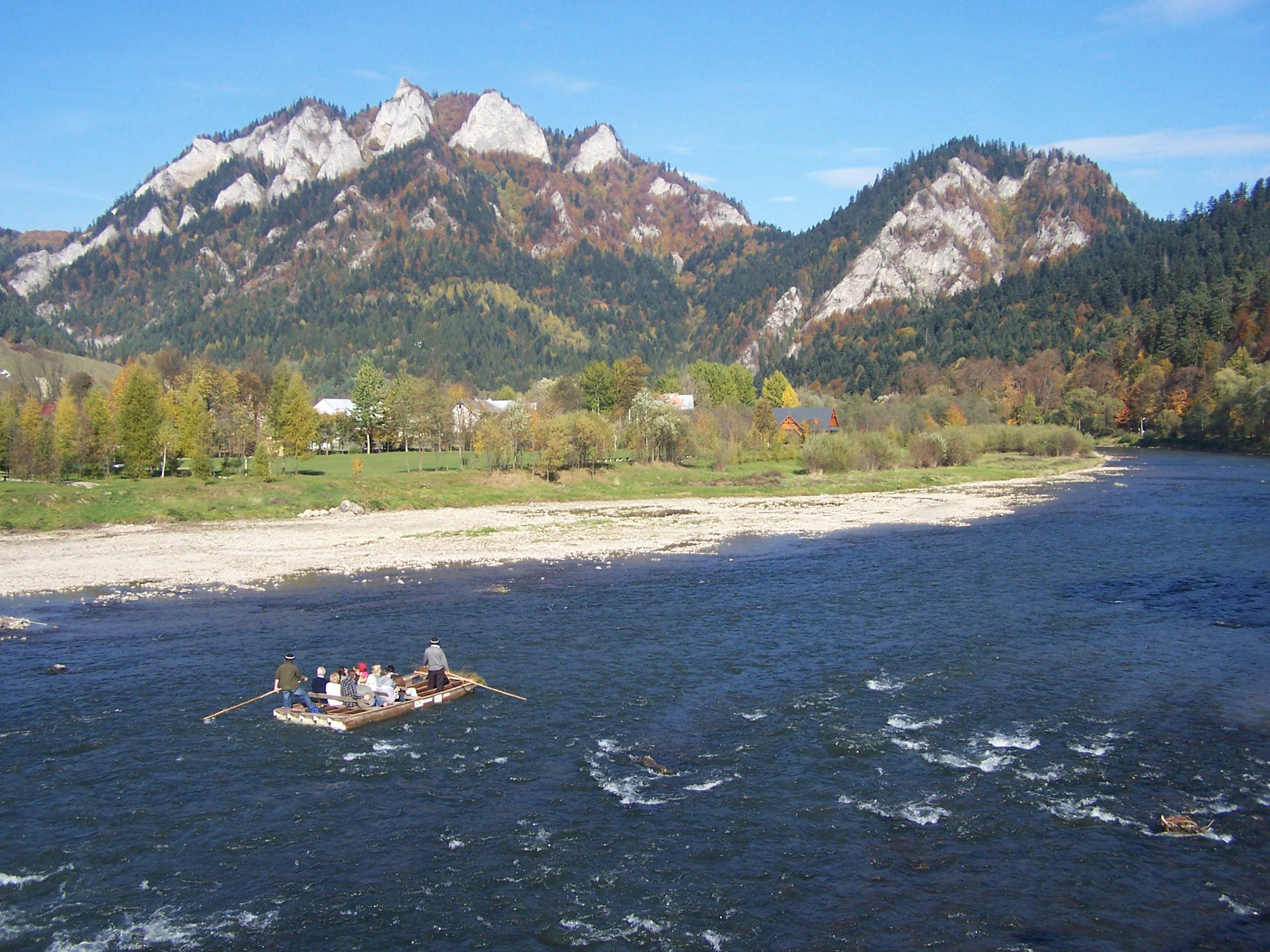
El macizo de los Tres Coronas y el monte Facimiech.
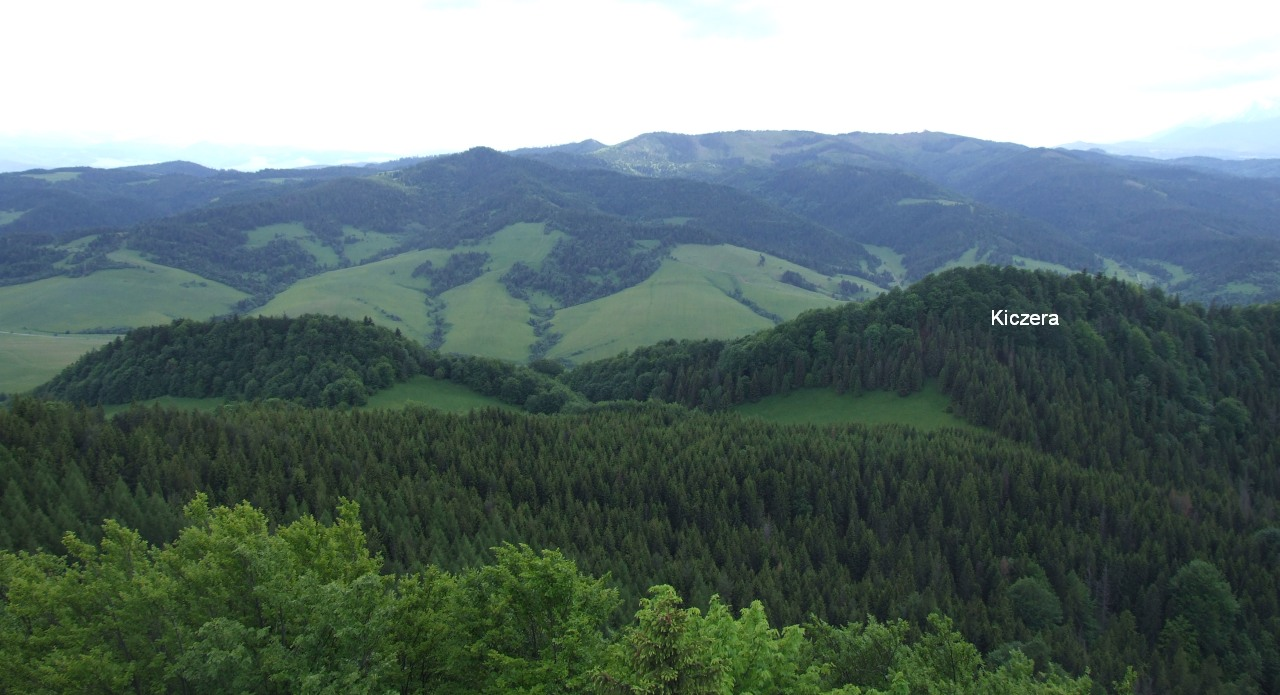
El pico Kiczera y la región Magura Spiska, vistas del pico Vysoké Skalky.
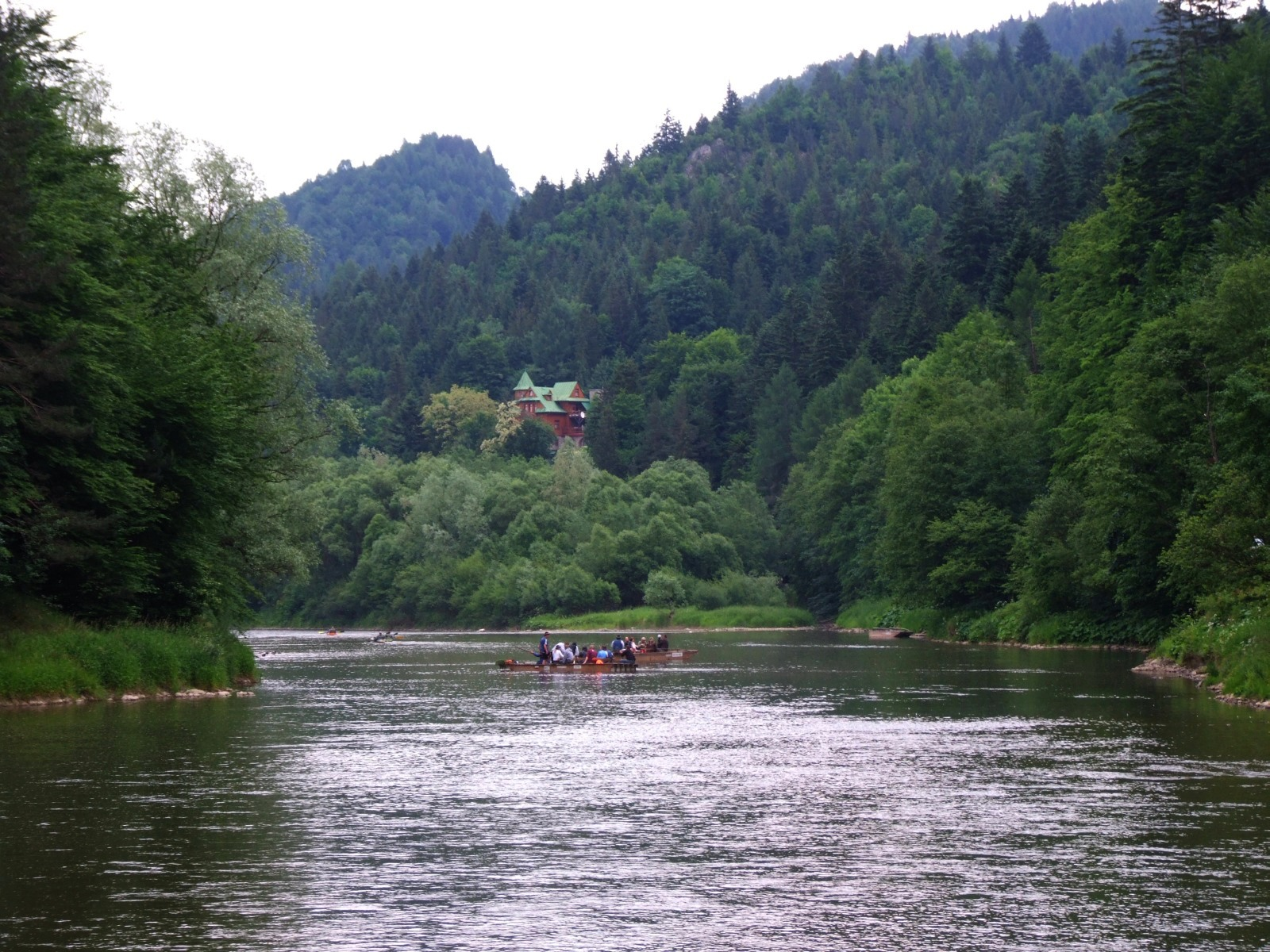
El río Dunajec.
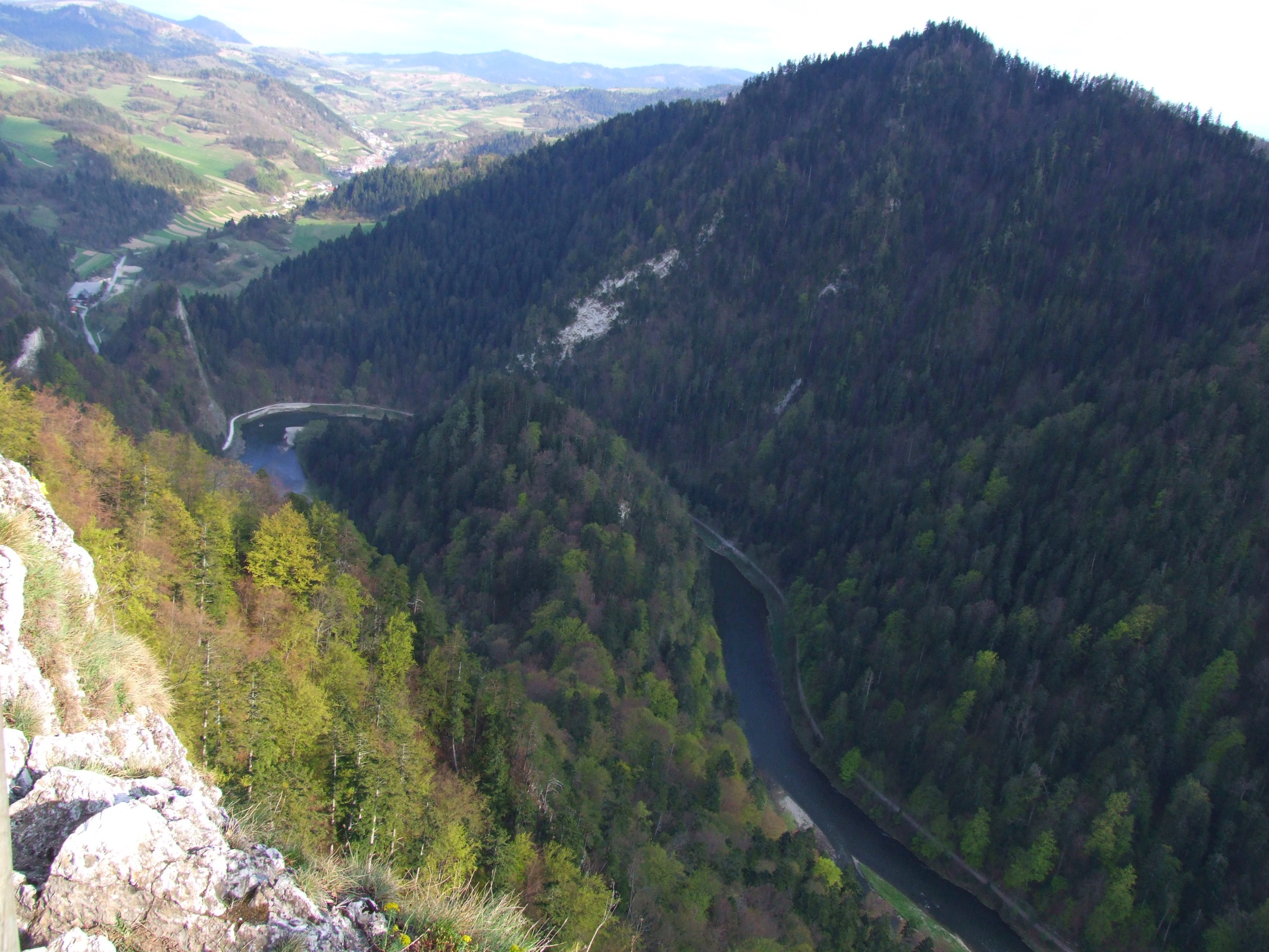
Vistas sobre el Dunajec desde el pico de Sokolicy.

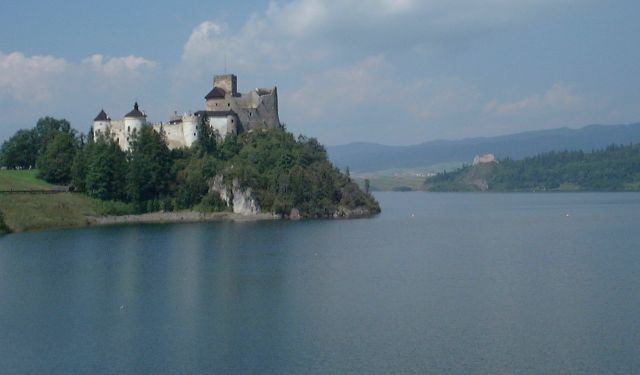
El castillo Niedzica.
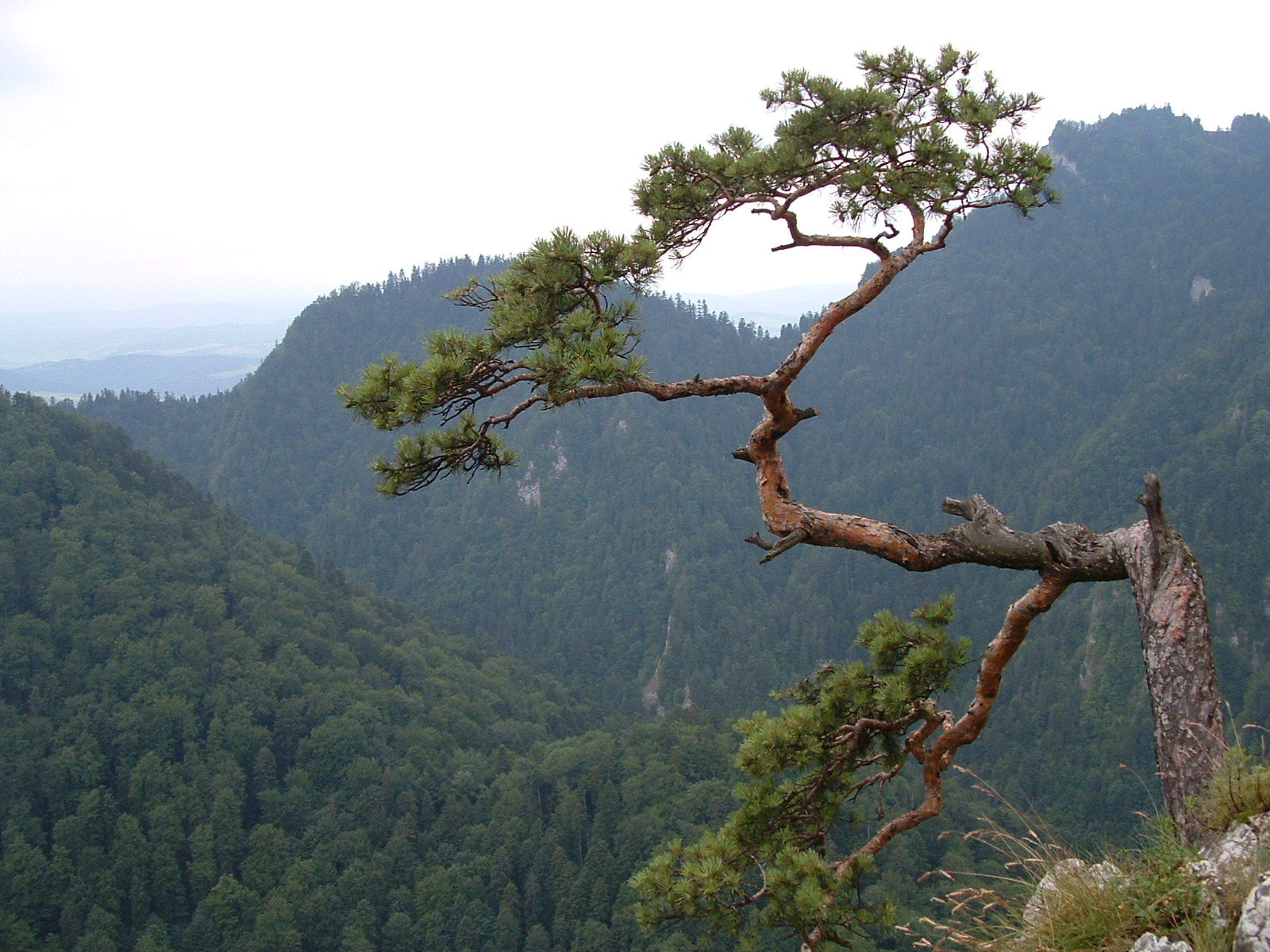
Pino relicto sen el pico Sokolicy.
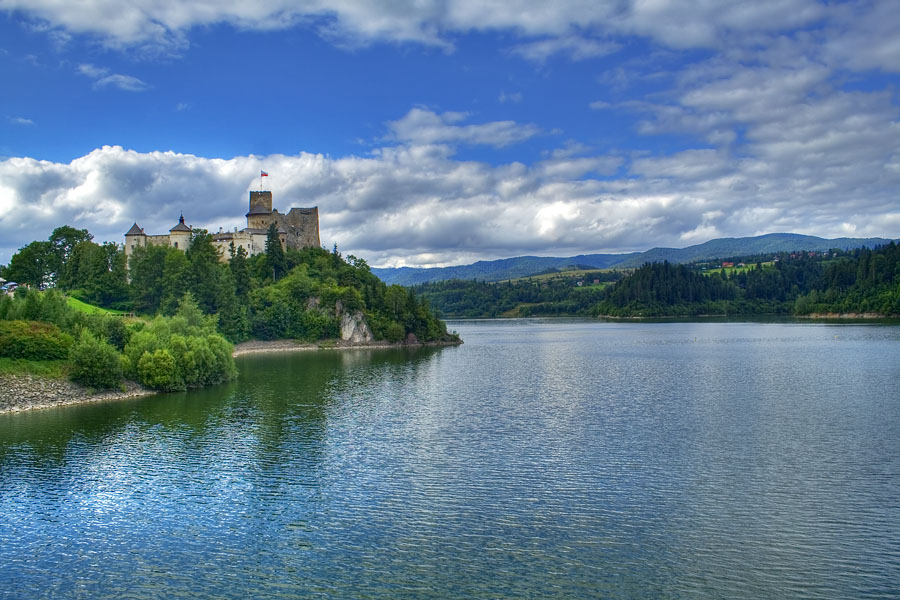
Las ruinas del castillo de Czorsztyn.